# François de Vergy
François de Vergy, né en 1528 et mort en 1591, est un militaire et homme politique comtois connu pour être le gouverneur de Franche-Comté entre 1560 et 1591, le premier comte de Champlitte de 1574 à 1591 et chevalier de la Toison d'or en 1584.

## Biographie
François nait en 1528 dans la famille de Vergy, une des plus puissantes familles du comté de Bourgogne. Il est le fils de Guillaume V de Vergy et neveu de Claude de Vergy, baron de Champlitte et gouverneur du comté de Bourgogne de 1537 à 1560. À la mort de son oncle, il lui succède à seigneurie de Champlitte et aux restes de ses fonctions. Depuis 1510 et Guillaume IV de Vergy (grand-père de François), les gouverneurs sont choisis parmi les membres de la famille Vergy qui a les faveurs des comtes Habsbourg.

### Ascension sociale
Comme beaucoup de membres de sa famille, François de Vergy s'illustre au combat. Il sert tout d'abord, l'empereur et comte de Bourgogne Charles Quint, puis son fils, le comte de Bourgogne et roi d'Espagne Philippe II. C'est en tant que gouverneur et chef militaire du comté de Bourgogne que ses talents pour la guerre sont appliqués et notamment lors des Guerres de Religion. L'événèment le plus marquant de sa carrière est la défense du bailliage d'Amont durant l'année 1569. Le comté de Bourgogne est envahit par le duc des Deux-Ponts, Wolfgang de Bavière. À la tête d'une armée de mercenaires (8 000 reîtres ou cavaliers allemands et 3 000 Gascons), le duc conduit une expédition destinée à venir en aide aux protestants français. Cette armée traverse le comté Bourgogne et les provinces du centre de la France, détruisant sur son passage beaucoup d'abbayes, d'églises, de châteaux et de villages. Entre mars et avril 1569, plus de deux cents localités sont la proie des flammes, tueries et viols perpétrés par les troupes de Wolfgang de Bavière. La population de Pierrecourt est massacrée et le duc vient jusqu'à provoquer François de Vergy sur ses domaines. Il fait brûler le village de Leffond et quelques granges aux alentours de Champlitte. Le gouverneur tente tant bien que mal de résister aux assauts du duc, mais désemparé, il ne peut lutter plus qu'il ne le fait. Malgré les dégâts, François de Vergy n'abandonne pas et fait preuve d'une témérité qui est remarquée par ses suzerains. En 1574, il est récompensé pour ses actions et la seigneurie de Champlitte est alors érigée en comté par Philippe II. François de Vergy devient alors le premier comte de Champlitte. En 1584, le nouveau comte est honoré chevalier de la toison d'or, récompense ultime pour un grand seigneur bourguignon tel que ses parents Antoine et Jean de Vergy,.

### Règne et succession

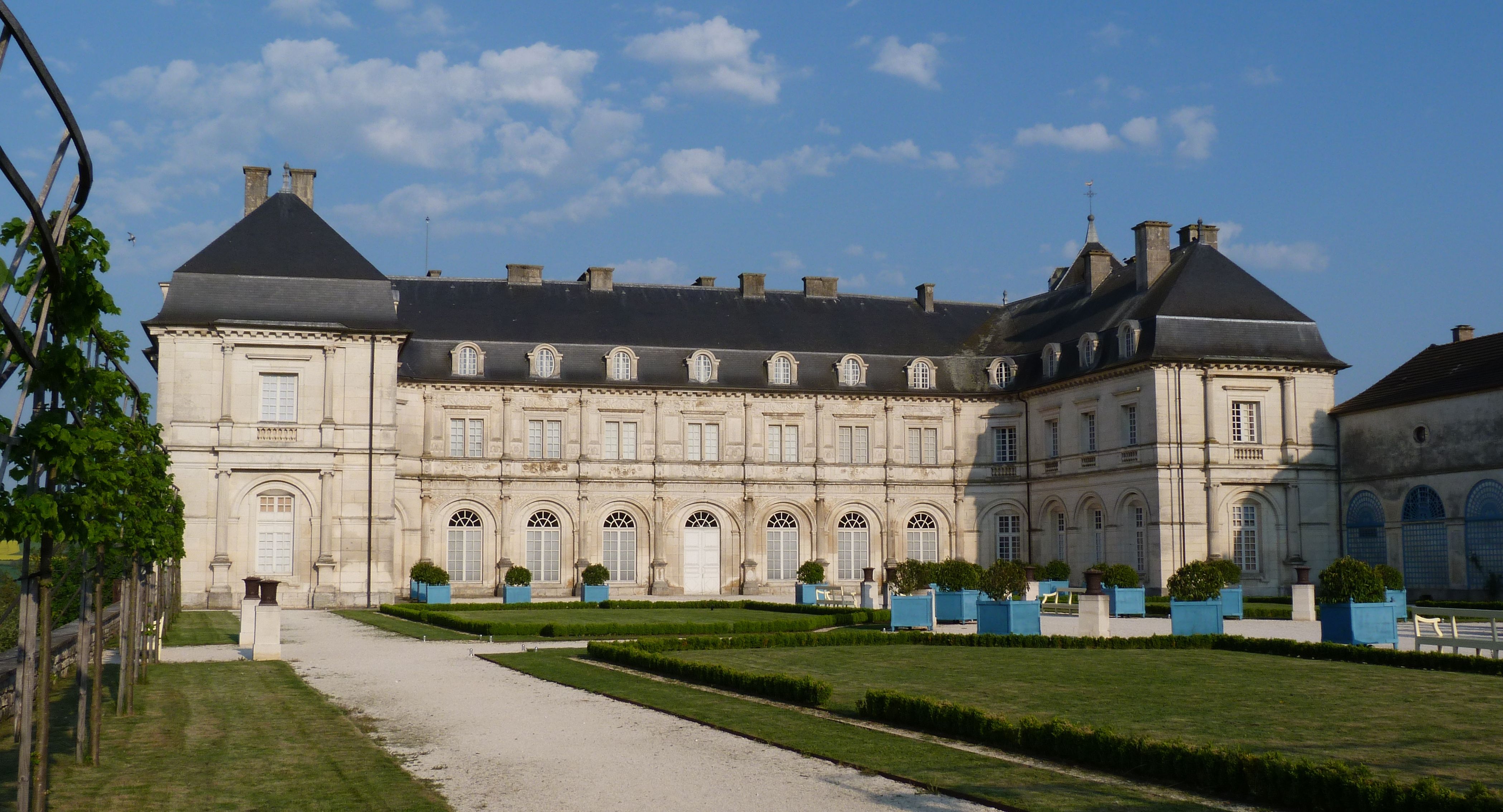
Château de Champlitte

En tant que seigneur de Champlitte, François de Vergy fait remanier le château de la ville. En effet il "s'installa dans la demeure médiévale de son oncle (Champlitte) tandis que le siège du gouvernement militaire de la Franche-Comté se trouvait à Gray, ville récemment fortifiée". Le vieux château fort médiéval est complété par une construction neuve, fleuron de l'architecture comtoise de la Renaissance,. Cet agrandissement correspond à la transformation courante des places en résidence déliée des impératifs de la guerre. Appelé régulièrement aux Pays-Bas pour rendre compte des événements du comté de Bourgogne, il connaît les modes et architectures flamandes. Il décide de procéder à des aménagements du château, vraisemblablement entre 1560 et 1564, et semble faire appel à un architecte d'origine flamande, peut-être un certain Nicolas Morris.
À sa mort, en 1591, c'est son premier fils, Claude II de Vergy qui hérite des possessions et charges de son père. Claude décède sans enfants et c'est donc au second fils, Cléradius de Vergy que reviennent les titres et charges familiales. Cléradius est le dernier hériter mâle de la branche des Vergy et les titres sont transmis à son petit-neveu, Cléradius de Cusance, fils de Claude-François de Cusance.

### Mariages et enfants
François de Vergy se marie en premières noces avec Claudine de Pontailler, sa cousine, puis en 1577, il épouse en secondes noces Renée de Ray.
De son premier mariage il a 4 enfants qui sont :
- Béatrix de Vergy (vers 1555 - ?), épouse de Evandelin-Simon de Cusance (? - 1600/01), baron de Belvoir et de Saint-Julien. Ensemble ils ont :
  - Claude-François de Cusance (1590 - 1629), père de :
    - Cléradius de Cusance (1619-1635), quatrième comte de Champlitte.
- Claude II de Vergy (1560-1602), deuxième comte de Champlitte, seigneur d'Autrey, lieutenant, gouverneur du comté de Bourgogne et capitaine général du comté de Bourgogne, chevalier de la Toison d'Or[2],[3].
- Anne de Vergy (vers 1560 - 1599).
- Fernand de Vergy (1571 - 1594), seigneur de Flagey, mort de manière accidentelle à Champlitte, en 1594.

De son second mariage il a 2 enfants qui sont :
- Cléradius de Vergy (1580 - 1630), troisième comte de Champlitte, baron de Vaudrey, gouverneur de la Franche-Comté pour le roi d'Espagne[2],[9], chevalier de la Toison d'Or[10], dernier héritier mâle de la maison de Vergy[9].
- Alexandrine de Vergy (vers 1582 - 1592).